# Eggerthella lenta
Eggerthella lenta es una bacteria grampositiva del género Eggerthella. Descrita en el año 1999, es la especie tipo. Su etimología hace referencia a lento. Anteriormente conocida como Eubacterium lentum y Bacteroides lentus, que se describió originalmente en 1935. Es anaerobia estricta e inmóvil. Tiene un tamaño de 0,2-0,4 μm de ancho por 0,2-2 μm de largo. Crece de forma individual o en cadenas cortas. Forma colonias circulares, enteras, convexas, traslúcidas y lisas. Temperatura de crecimiento entre 30-45 °C, óptima de 37 °C. Catalasa positiva. Tiene un contenido de G+C de 61%.
Es una especie patógena causante de múltiples infecciones. 